# Шутов, Юрий Титович
Ю́рий Ти́тович Шу́тов (16 марта 1946, Ленинград — 12 декабря 2014, колония «Белый лебедь», Соликамск, Пермский край) — советский и российский политический деятель, писатель, бывший помощник Анатолия Собчака и дважды избранный депутат Законодательного Собрания Санкт-Петербурга (II и III созыва), в 2006 году приговорён к пожизненному лишению свободы в результате длительного судебного процесса.

## Биография

### Начало карьеры. Первая судимость
Родился в Ленинграде 16 марта 1946 года в семье фронтовиков. Мать — Анастасия Ивановна, капитан контрразведки «Смерш». По окончании школы поступил в Ленинградский кораблестроительный институт. Окончив его, некоторое время работал в «Главленинградстрое». В начале 1980-х годов был переведён на должность заместителя начальника Центрального статистического управления по Ленинграду и Ленинградской области.
В середине 1980-х годов Шутов был обвинён в поджоге одного из кабинетов Смольного, а также в хищениях на большую сумму. Прокурором в деле была старший следователь прокуратуры Ленинграда Валентина Корнилова. Был приговорён к пяти годам лишения свободы. После освобождения в 1986 году по амнистии Шутов поехал в Германию и, по его словам, «в поисках заработка исколесил Европу и по чужому паспорту забрался даже в Южную Африку».

### Реабилитация
Журнал «Огонёк» опубликовал статью «Пожар в штабе революции, или Дело о поджоге Смольного» журналиста Марка Григорьева. Шутов в статье был представлен героем Перестройки, которого осудили по заказу проворовавшихся советских чиновников. Валентина Корнилова подала в суд на Григорьева, полагая, что он тенденциозно изложил факты. До ознакомления с материалами дела 15 человек, включая Григорьева, погибли в результате пожара в гостинице «Ленинград».

### Начало 1990-х годов
Деятельность Юрия Шутова упоминалась в телепередаче «600 секунд». Шутов начал работать помощником председателя Ленсовета Анатолия Собчака. Был в числе лиц, входивших в ближайшее окружение Собчака наряду с Путиным, Медведевым, Чубайсом, Кудриным, Козаком и другими. Вскоре Шутов был уволен с формулировкой «за неэффективность работы». По одной из версий, увольнение было связано с тем, что Шутов подписал контракт с английским бизнесменом-банкротом, по условиям которого последнему предоставлялись огромные права в планируемой Ленинградской свободной экономической зоне. Однако по версии самого Шутова, изложенной им в книге «Собчачье сердце, или Записки помощника Ходившего во власть» написанной в 1993 году, дело было в политических и деловых разногласиях с Собчаком.

### Судебный процесс 1992—1996 годов
Шутов был арестован и затем отпущен под подписку о невыезде в связи с расследованием в отношении членов банды бывшего офицера-афганца, кавалера ордена «Красной звезды» Айрата Гимранова. Банда была арестована в полном составе в начале 1992 года за вымогательство и уничтожение чужой собственности. В 1996 году Шутов был оправдан за недостаточностью улик, а Айрат Гимранов с сообщниками получили небольшие сроки лишения свободы и были освобождены из-под стражи в зале суда.
По словам журналиста Сергея Гуляева, Шутову удалось освободиться во многом благодаря программе «600 секунд», выступавшей в его поддержку. Вскоре после освобождения Шутову проломили голову молотком на пороге его квартиры — искали рукопись книги, но найти её не смогли. Книга вскоре была опубликована несколькими изданиями большими тиражами. Шутов несколько месяцев провел в клинике нейрохирургии Военно-медицинской академии, где ему провели трепанацию черепа и установили титановую пластинку.

### Вторая половина 1990-х годов
С 1996 года занимал должность руководителя Рабочей группы по Санкт-Петербургу и Ленинградской области, созданной при Госдуме по инициативе КПРФ и ЛДПР временной Комиссии по анализу итогов приватизации 1992—1996 годов и ответственности должностных лиц за их отрицательные результаты. Под прикрытием этой комиссии Шутов начал новый тур борьбы за лидерство.
Из интервью с А.Г.Невзоровым 2014 года
Когда у него испортились отношения с Собчаком?
— Это произошло очень быстро. Не забывайте, он был таким, что называется, патриотом. Патриотом – в сегодняшнем понимании этого слова. То есть таким болельщиком за великую русскую идею, неделимую советскую империю. Я помню, как он встречал меня из Москвы, я как раз привёз от Крючкова ту знаменитую плёнку, которую мне дал Владимир Александрович. Об агентах влияния в правительстве. Я прямо там же, в титычевской «Волге», поставил ему послушать эту плёнку. И я видел, как у него по лицу текли слёзы. Он гнал эту «Волгу» по ночному Петербургу, слушал откровения Крючкова и ревел. <...>
- Было что-то политическое в приговоре Шутову? По Петербургу ходил слух, что «заказ» на то, чтоб его посадить, идёт чуть ли не совсем сверху.

— Я думаю, что никакого варианта исключать мы не можем. Титыч настолько неаккуратно писал и разговаривал, не понимая, что некоторые персонажи уже не могут упоминаться в том контексте, в котором он их упоминает, что в принципе и к этим персонажам за то, что они применили какое-то силовое воздействие, тоже никаких претензий быть не может.
- <…>Он вышел на то силовое поле в Петербурге, где всё было давно заминировано, где все игроки были очень опытными. Они посмотрели-посмотрели на титычевские художества — и спокойненько предоставили ему возможность сесть в тюрьму и погибнуть.

Летом 1997 года в Петербурге был убит вице-губернатор города Михаил Маневич. Он был застрелен автоматной очередью с крыши дома на пересечении улицы Рубинштейна и Невского проспекта. Одним из подозреваемых по этому делу оказался Юрий Шутов.
В декабре 1998 года Юрий Шутов был избран депутатом Законодательного Собрания Санкт-Петербурга II созыва, 1998—2002 годы.

### Арест, следствие и суд
В феврале 1999 года в рамках уголовного дела № 7806, возбуждённого в отношении Айрата Гимранова и других, Юрий Шутов также был привлечён к уголовной ответственности и арестован без согласия Законодательного собрания, лишь на основании санкции прокуратуры Санкт-Петербурга. Арест Юрия Шутова был произведён по подозрению в организации ряда тяжких преступлений, включая убийство в Санкт-Петербурге в 1997 году вице-губернатора Санкт-Петербурга Михаила Маневича, и в 1998 году депутата Госдумы РФ Галины Старовойтовой.
В ноябре 1999 года Калининский районный суд Санкт-Петербурга рассмотрел жалобу на арест Юрия Шутова, счёл меру пресечения, избранную в отношении депутата Шутова, необоснованной и 16 ноября 1999 года постановил освободить Шутова в зале суда немедленно, примерно в 18 часов. Однако прокуратура Санкт-Петербурга не согласилась с таким решением судебной власти, и Шутов был силой захвачен группой вооруженных сотрудников СОБР — 9-го и 4-го отделов Северного и Северо-Западного РУБОП прямо в зале суда примерно в 18 часов 30 минут сразу после пресс-конференции Шутова. При этом пострадали находившиеся в зале суда люди. Операцией по насильственному захвату депутата Законодательного собрания руководил следователь Санкт-Петербургской городской прокуратуры Алексей Дудкин с ведома прокурора Санкт-Петербурга Ивана Сыдорука и санкции заместителя прокурора Николая Винниченко. События, произошедшие в Санкт-Петербурге 16 ноября 1999 года в связи с проникновением вооружённых сотрудников в Калининский районный суд, были осуждены постановлением Президиума Совета судей Российской Федерации от 7 декабря 1999 года. Президиум Совета судей признал факт грубейшего нарушения установленного порядка в судебном учреждении и оценил действия специального подразделения МВД России как неуважение к суду. «Я думаю, что больше всего это (арест Шутова) понадобилось Собчаку, его жене Нарусовой и Путину…», писала в газете «Час пик» жена Шутова — Лариса.
Расследование уголовного дела № 7806 в отношении Юрия Шутова было продолжено, несмотря на протесты общественности. Тележурналист Михаил Леонтьев, выступая на Первом канале российского телевидения, требовал покарать «бандита-отморозка». Следственные материалы по «делу Шутова» занимали 65 томов. Шутов, которому было отказано в рассмотрении его дела судом присяжных, до вынесения приговора провёл под стражей в общей сложности 7 лет (2,5 года длилось следствие, 4,5 года дело рассматривалось в суде). Уникальность судебного заседания заключалась в том, что процесс проходил в стенах следственного изолятора «Кресты». При этом Шутов в декабре 2002 года был избран депутатом Законодательного собрания III созыва (срок полномочий 2002—2007 годы), опередив ближайшего конкурента на 12 процентов. Таким образом он стал единственным человеком, который победил на выборах в Законодательное собрание Санкт-Петербурга, находясь в тюрьме.
15 февраля 2006 года федеральный судья Александр Иванов приговорил депутата Законодательного собрания Санкт-Петербурга III созыва Юрия Шутова к пожизненному заключению по обвинению его и группы лиц в заказных убийствах, покушениях на убийства и ряде других преступлений в составе ОПГ. Пожизненное заключение получили также лидер банды киллеров Айрат Гимранов и ещё трое участников — Сергей Денисов, Александр Лагуткин и Евгений Николаев. Приговор Санкт-Петербургского городского суда от 15 февраля 2006 года был обжалован в Верховном Суде Российской Федерации, но определением от 21 ноября 2006 года по делу 2006 года № 78-О06-57 в части осуждения Юрия Шутова оставлен без изменения. Приговор от 15 февраля 2006 года вступил в законную силу 21 ноября 2006 года, дело было сдано в канцелярию 17 августа 2007 года. Дальнейшее обжалование приговора в порядке надзора не имело успеха: надзорная жалоба, поступившая в Верховный суд Российской Федерации 15 января 2014 года, дело № 78-УН14-45, была 14 февраля 2014 года оставлена без удовлетворения (отказ в передаче надзорной жалобы).
Сам Шутов своей вины в этой серии преступлений не признал. По его словам, он был осуждён из-за своей «непримиримой борьбы с ворьём, разграбившим нашу Родину и обворовавшим наш народ, чего, по мнению их пособников из прокуратуры, вполне достаточно даже для того, чтобы меня убить».

### Заключение и смерть
Юрий Шутов содержался в колонии для пожизненно осуждённых «Белый лебедь» в городе Соликамске, где и скончался 12 декабря 2014 года. По факту смерти заключённого Следственный комитет по Пермскому краю инициировал доследственную проверку.
Отпевание Юрия Шутова состоялось в Санкт-Петербурге 18 декабря 2014 года в Спасо-Преображенском соборе, похоронен на Серафимовском кладбище.

## В массовой культуре
- Шутов стал прототипом ряда персонажей художественных фильмов и сериалов, в том числе Аркадия Боголепова из сериала «Убойная сила», Валерия Дутова из сериала «Агент национальной безопасности» и Юрия Шубина из телефильма «Ментовские войны. Эпилог».
- Шутову посвятил песню Александр Харчиков.
- Документальный фильм «Великое противостояние» из цикла «Криминальная Россия»